# Passions
Passions è stata una soap opera statunitense in 2231 puntate trasmesse per la prima volta nel corso di 10 stagioni dal 1999 al 2008.
È incentrata sulle vite e gli amori, e su varie avventure romantiche e paranormali, dei residenti della cittadina di Harmony. Le storie ruotano principalmente intorno alle interazioni tra i membri di alcune famiglie multi-razziali: gli afro-americani Russell, i caucasici Crane e Bennett e gli irlandesi-messicani Lopez-Fitzgerald. La trama comprende elementi soprannaturali, come il personaggio della strega Tabitha Lenox.

## Personaggi e interpreti
- Simone Russell (785 episodi, 1999-2006), interpretata da Chrystee Pharris.
- Kay Bennett Crane (659 episodi, 2003-2008), interpretata da Heidi Mueller.
- Reese Durkee (496 episodi, 1999-2003), interpretato da Bruce Michael Hall.
- Theresa Lopez-Fitzgerald (321 episodi, 1999-2008), interpretata da Lindsay Hartley.
- Ethan Winthrop (301 episodi, 2002-2008), interpretato da Eric Martsolf.
- Luis Lopez-Fitzgerald (263 episodi, 1999-2008), interpretato da Galen Gering.
- Fancy Crane (254 episodi, 2005-2008), interpretata da Emily Harper.
- Sheridan Crane Boothe (216 episodi, 1999-2008), interpretato da McKenzie Westmore.
- Spike (198 episodi, 1999-2008), interpretato da Christopher Maleki.
- Gwen Hotchkiss (188 episodi, 1999-2008), interpretata da Liza Huber.
- Julian Crane (176 episodi, 1999-2008), interpretato da Ben Masters.
- David Hastings (174 episodi, 2001-2006), interpretato da Justin Carroll.
- Pilar Lopez-Fitzgerald (164 episodi, 1999-2008), interpretata da Eva Tamargo.
- Tabitha Lenox (159 episodi, 1999-2008), interpretata da Juliet Mills.
- Eve Russell (139 episodi, 1999-2008), interpretata da Tracey Ross.
- Sam Bennett (133 episodi, 1999-2008), interpretato da James Hyde.
- Timmy (132 episodi, 1999-2002), interpretato da Josh Ryan Evans.
- Noah Bennett (126 episodi, 2005-2008), interpretato da Dylan Fergus.
- Little Ethan (123 episodi, 2004-2008), interpretato da Colton Shires.
- Fox Crane (120 episodi, 2006-2007), interpretato da Mark Wystrach.
- Whitney Russell Harris (115 episodi, 1999-2007), interpretata da Brook Kerr.
- Miguel Lopez-Fitzgerald (110 episodi, 2006-2007), interpretato da Adrian Bellani.
- Ivy Winthrop (106 episodi, 1999-2008), interpretato da Kim Johnston Ulrich.
- Rebecca Hotchkiss (104 episodi, 2000-2008), interpretato da Andrea Evans.
- Norma Bates (100 episodi, 2001-2008), interpretata da Marianne Muellerleile.
- Vincent Clarkson (97 episodi, 2007-2008), interpretato da Phillip Jeanmarie.
- Chad Harris (96 episodi, 2002-2007), interpretato da Charles Divins.
- Esme Vanderheusen (90 episodi, 2005-2008), interpretata da Erin Cardillo.
- Pretty Crane (86 episodi, 2007-2008), interpretata da Melinda Sward.
- Paloma Lopez-Fitzgerald (79 episodi, 2004-2007), interpretata da Silvana Arias.
- Siren (76 episodi, 2006), interpretato da Brandi Burkhardt.
- Endora Lenox (74 episodi, 2005-2008), interpretata da Nicole Cox.
- Interpol agent #2 (70 episodi, 2006), interpretato da Fabrizio Imas.
- Jared Casey (64 episodi, 2006-2007), interpretato da James Stevenson.
- Paloma Lopez-Fitzgerald (57 episodi, 2007-2008), interpretata da Hannia Guillen.
- Jessica Bennett Lester (54 episodi, 2003-2008), interpretata da Danica Stewart.
- Juanita Vasquez (50 episodi, 2007-2008), interpretata da Jill Remez.
- Sheridan Crane (46 episodi, 2006-2008), interpretato da Kam Heskin.
- Miguel Lopez-Fitzgerald (44 episodi, 2007-2008), interpretato da Blair Redford.
- Simone Russell (40 episodi, 2004-2007), interpretata da Cathy Doe.
- Alistar Crane (40 episodi, 2005-2008), interpretato da John Reilly.
- Susan Bain (40 episodi, 2002-2008), interpretata da Deborah Flora.
- Viki Chatsworth (40 episodi, 2007-2008), interpretata da Amy Castle.

## Produzione
Il serial, ideato da James E. Reilly, fu prodotto da Outpost Farm Productions in associazione con NBC Studios e girato in California. Le musiche furono composte da Wes Boatman e John Henry Kreitler.

### Registi
Tra i registi sono accreditati:
- Karen Wilkens (2000-2008)
- Peter Brinkerhoff (2005-2008)
- James Sayegh (2000-2008)
- Gary Tomlin (2003-2007)
- Grant A. Johnson (1999-2003)
- Phideaux Xavier (2004-2008)
- Patrick Maloney (1999)
- Cynthia J. Popp (1999)
- Tina Keller (2008)

## Distribuzione
La serie fu trasmessa negli Stati Uniti dal 5 luglio 1999 al 7 agosto 2008 sulla NBC (1999–2007) e su The 101 Network (2007–2008).
Alcune delle uscite internazionali sono state:
- negli Stati Uniti il 5 luglio 1999 (Passions)
- Australia il 29 gennaio 2001
- Francia il 30 luglio 2001 (Passions)
- in Romania (Pasiuni)
- in Italia (Passions)